# Михайлівка (Ленінський район)
Михайлівка (до 1941 року — Ново-Михайлівка) — зникле село в Ленінському районі Автономної республіки Крим, на південному сході району та Керченського півострова, у маловодній Чурбашській балці, приблизно в 2 км на захід від сучасного села Іванівка.

## Історія
Вперше в доступних джерелах селище зустрічається в списку населених пунктів Кримської АРСР по Всесоюзного перепису 17 грудня 1926 року, згідно з яким в селі Ново-Михайлівка, Лібкнехтовської сільради Керченського району, значилося 40 дворів, з них 39 селянських, населення становило 183 осіб, з них 182 росіян і 1 німець. Постановою ВЦВК «Про реорганізацію мережі районів Кримської АРСР» від 30 жовтня 1930 року Керченський район скасували і село включили до складу Ленінського, а, з утворенням в 1935 році Маяк-Салинського району (перейменованого 14 грудня 1944 року в Приморський) — до складу нового району. За даними Всесоюзного перепису населення 1939 року в селі проживало 192 людини. Час закріплення назви Михайлівка не встановлено, але на докладній карті РСЧА Керченського півострова 1941 року село позначено вже під цією назвою з 36 дворами. Після звільнення Криму від фашистів 12 серпня 1944 року було прийнято постанову № ДКО-6372с «Про переселення колгоспників в райони Криму» і в вересні того ж року в район приїхали перші новосели — 204 сім'ї з Тамбовської області, а на початку 1950-х років пішла друга хвиля переселенців з різних областей України. З 25 червня 1946 року Михайлівка в складі Кримської області РРФСР, а 26 квітня 1954 року Кримська область була передана зі складу РРФСР до складу УРСР. Час включення в Приозернівську сільраду поки не встановлено: на 15 червня 1960 року село вже було в її складі. Указом Президії Верховної Ради УРСР «Про укрупнення сільських районів Кримської області», від 30 грудня 1962 року Приморський район був скасований і знову село приєднали до Ленінського. В період між 1 січня та 1 червня 1977 року Іванівка передана в Багерівську селищну раду. За даними перепису 1989 року в селі проживало 2 людини. Виключено з облікових даних рішенням ВР АР Крим від 22 вересня 2006, як село Багерівської селищної ради.

### Динаміка кількості населення
| Роки      | 1926 | 1939 | 1989 |
| --------- | ---- | ---- | ---- |
| Населення | 183  | ▲192 | ▼2   |